# Românești, Botoșani
Românești là một xã thuộc hạt Botoșani, România. Dân số thời điểm năm 2002 là 2211 người.